# スピラ
スピラ（Spira）は、スクウェア（現・スクウェア・エニックス）のコンピュータゲーム『ファイナルファンタジーX』および『ファイナルファンタジーX-2』の舞台となる架空の世界。語源は「螺旋」を意味するspiralである。『ファイナルファンタジーX』では『シン』による死と破壊の世界として描かれており、その一連の現象を同作では「死の螺旋」と呼んでいる。

## 歴史
『ファイナルファンタジーX』よりもかなり昔から存在していた世界であるが、現在の名称で呼ばれるようになったのは1000年前の機械戦争の終末からである。

### 『ファイナルファンタジーX』以前
『ファイナルファンタジーX』以前のスピラは、全体的に文明の発達した世界であった。その中でも特に大きな2大都市としてザナルカンドとベベルが挙げられる。
当時最大の都市であったザナルカンドは、その技術力においても最高の水準を誇る都市であった。一方、それに対抗する存在として、高度な機械文明を持つベベルが存在する。この両都市は軍事面において大きな隔たりを持ち、軍事的にも機械を利用していたベベルとは対照的に、ザナルカンドは機械を戦争には用いず召喚術によって外敵を退けていた。資源を軍事方面に活用していたベベルにザナルカンドが勝てるはずもなく、後にナギ平原と呼ばれる地帯での戦闘ではザナルカンド軍の損害は90%であったといわれている。
その後、ベベルはザナルカンドへの直接攻撃を試みるが、ザナルカンドの統治者であった召喚士エボンは、ザナルカンドを永遠のものとするため、生き残っていたザナルカンド市民を総て祈り子に変えてガガゼト山の山中に隠し、彼らの見る夢を基に「夢のザナルカンド」を召喚する。また、重力魔法を用いて幻光虫を寄せ集めた巨大な鎧『シン』を作り出し、自らはその内部で「夢のザナルカンド」を永遠に召喚し続ける存在、エボン=ジュとなる。
『シン』は、無人となったザナルカンドやベベルを皮切りに、他の機械文明をも攻撃する。真相を知らないベベル市民は、ザナルカンド滅亡に怒り狂ったエボンが、ガガゼト山の祈り子達を使って『シン』を召喚したと噂した。
エボンによるザナルカンドの大破壊の前夜、ザナルカンドを離れていた1組の夫婦。夫の名はゼイオン、妻の方はエボンの娘ユウナレスカであった。彼女は、召喚士との間に強い絆を持つ者を祈り子とすることによって『シン』を打ち倒す力とする、後に「究極召喚」と呼ばれる技術を編み出した。ユウナレスカはゼイオンを祈り子としてこれを用い、『シン』を打ち倒したとされている。しかしエボン=ジュはこの時、究極召喚獣となったゼイオンを自分の新しい身体として取り込んだのであって、倒された訳ではなかった。一方、ユウナレスカもゼイオンが『シン』に取り込まれた結果、その衝撃に耐え切れず死亡したが、死人としてスピラにとどまり、この「究極召喚」を後の世に残す役割を担うこととなった。
エボン父娘を祭るエボン教がベベルにて発足し、『シン』の機械文明破壊によって機械放棄の風潮が広がるスピラを精神面で支配するようになる。しかし、機械戦争前後の史実や、「究極召喚」を用いても『シン』が完全に消えることはなく堂々巡りになるだけであるという事実は、スピラの人々の絶望を防ぐためとしてエボン教上層部により秘匿され、これにより世界は「死の螺旋」に囚われることとなった。

### 『ファイナルファンタジーX』
『シン』の出現とそれによる破壊の結果、スピラに住む人々の生活は質素な物となった。大都市のほとんどが『シン』に破壊され、集落の規模も小さくなった。ルカやベベルは辛うじて都市と言える規模を保ってはいるが、他はもはや村としか言えないような小さな規模である。
人々は召喚士が「究極召喚」によってもたらす平穏な時期「ナギ節」を大きく切望しており、そのために召喚士を敬いながら質素な生活を送っている。再び『シン』が現れれば人々はまた寺院に祈りを捧げ、召喚士は自らの偉業のために寺院を巡るのである。
召喚士達はスピラの各地にあるエボン寺院を巡り、各寺院にある祈り子と交感することにより新たな召喚魔法を獲得していく。そして最終的にはザナルカンドに至り、ユウナレスカによりその召喚の技術力を認められガードの一人を祈り子として捧げることにより、「究極召喚」を得る。「究極召喚」により『シン』は一旦は倒されるが、それを使用した召喚士自身も死に、しかも『シン』は数年後に再び現れる（『シン』を倒した究極召喚獣が次の『シン』になるため）。こうして「死の螺旋」は永遠に続くことになるが、寺院はその理由を「スピラ世界全体がエボンの教えに従っていないから」だとし、禁忌とされている機械を平然と使うアルベド族にその責任をなすりつけてきた。
しかし、そんな1000年の「死の螺旋」の歴史は、ユウナ達によって終焉を迎える。「究極召喚」を拒み、自ら『シン』の体内に乗り込んで中心にいるエボン=ジュを打ち破ることにより、『シン』は完全に消滅し、人々が待ち望んでいた「永遠のナギ節」が訪れた。

### 『ファイナルファンタジーX-2』
悲劇の時から2年後、スピラは急速な発展をしていた。
しかし、新エボン党と青年同盟との冷戦が起こった。
そして、1000年以上前に開発された兵器ヴェグナガンの秘密を探るため旅に出る。

## 地域
スピラには熱帯と見られる海沿いの村や水晶のように輝く森など、様々な地域が存在する。
ビサイド
世界の南端に位置する小さな島。実質的に『X』の物語はここから始まることになる。ユウナは父であるブラスカのガードであったアーロンの言いつけでキマリに連れられてこの村に移り、ワッカやルールーと共に育った。この村には、ユウナが最初に得る召喚獣であるヴァルファーレの祈り子をまつった寺院がある。
キーリカ
ビサイドと並ぶ熱帯の島で、ビサイドとルカの中間に位置する。ユウナが最初に異界送りをした地でもある。島の中央にはイフリートをまつった寺院がある。『シン』によって壊滅状態になるが後に復興。
ルカ
スピラ全体で第2位という大きさを誇る都市であり、ブリッツボールのスタジアムが存在する。スタジアムを『シン』から守るため討伐隊が駐留している。
ミヘン街道
かつて赤斬衆（現在の討伐隊）を作ったミヘンが、寺院に反逆を疑われた際にその釈明のために歩んだ道の一つ。後にその一部が『シン』に破壊され、新たな道が整備されている。
キノコ岩街道
キノコの傘のような形に重なり合った岩肌が特徴。ユウナ達がアルベド族と討伐隊の共同作戦「ミヘン・セッション」を見届けた地でもある。後にその舞台となった場所は青年同盟の基地となる。
ジョゼ
雷の召喚獣イクシオンをまつった寺院が存在する。後に寺院も放棄され、そこに代わってアルベド族が住むようになる。誰かが祈り子と交感すると、寺院を覆っていた岩が宙に浮くのが特徴。
幻光河
幻光虫が漂う巨大な河。一般的にこの川を渡るには巨獣シパーフが用いられるが、チョコボでも渡れるほど浅い部分が存在する。
グアドサラム
グアド族が住む地域であり、異界との接点でもある。そのため、生者が死者の魂に会いに行く「異界参り」はここで行われる。なお、後にグアド族はロンゾ族の復讐を恐れマカラーニャの森に移り住むようになり、その後はスフィアハンター達があふれる街となっている。
雷平原
絶えず雷が落ちる場所。ここで落雷を受けて死んだ召喚士も多い。アルベド族のビリガンにより避雷塔が整備されてから若干安全にはなったが、それでも注意を要する地帯である。ちなみに、リュックは『シン』消滅後、ここで1週間暮らして雷嫌いを克服した。
マカラーニャ
水晶のように輝く幻想的な森と、シヴァをまつった氷の寺院が存在する。後にロンゾ族の復讐を恐れたグアド族が森に移り住む。
ビーカネル島
アルベド族が本拠を構えている砂漠の孤島。しかし、グアド族の襲撃を受けアルベド族は飛空艇で脱出する際に自らのホームを破壊する。他にはサボテンダーが住む地域があるだけで、他は一面砂漠。後にはアルベド族が砂漠の全体を発掘地域として、働きたいという人々に発掘作業をさせている。
ベベル
スピラ最大の都市で、エボン教の中心地。ユウナの出身地でもある。しかしながら、僧兵達がライフルや火炎放射器を持っていたり、僧官専用の通路に機械が使われていたりと、エボン教の本質と外れた部分が垣間見られる地でもある。『シン』消滅後、分裂寸前のエボン寺院をトレマがまとめ上げ、そのまま新エボン党の本拠地となっている。そこの寺院にはバハムートがまつられている他、その地下には1000年の間封印されていた謎の兵器が存在するとも言われている。
ナギ平原
歴代の召喚士達が『シン』を倒すために「究極召喚」を用いた場所。巨大な爪跡や地割れなど、あちこちにその戦いの跡が見られる。最初にベベルとザナルカンドの軍が激突した場所でもある。『シン』の攻撃により破壊され放棄された寺院と、どこかの寺院から盗まれた祈り子が隠された洞窟が存在する。どんな魔物よりも強いとされる、オリジナルモンスターがいるモンスター訓練所がある。
ガガゼト山
ザナルカンドに至る道の最後の関門である雪山で、スピラで最も高い山である。この山にはロンゾ族が住んでいる。山道の至る所に、この山で倒れた召喚士達の墓がある。またこの山のどこかに、「夢のザナルカンド」を召喚し続ける多数の祈り子像がある。
ザナルカンド遺跡
大陸北端にある、かつて最大の都市であったザナルカンドの遺跡。「究極召喚」を使う技量のある者を待つユウナレスカがいる。『シン』消滅後は、かつての厳かな雰囲気もどこへやらといえるほどの観光地になってしまっている。大量の幻光虫がいる。